# István Básti
István Básti (Salgótarján, 19 de setembro de 1944) é um futebolista húngaro, campeão olímpico.

## Carreira
István Básti fez parte do elenco medalha de ouro, nos Jogos Olímpicos de 1968.